# Vesper (Oregon)
Vesper az Amerikai Egyesült Államok északnyugati részén, Oregon állam Clatsop megyéjében, az Oregon Route 202 mentén elhelyezkedő kísértetváros.

## Története

### Megalapítása és elnevezése
A település első lakói William Johnston és családja voltak, akik 1876-ban vándoroltak be Írországból. Heszperoszt (a görög mitológiában a Vénusz megszemélyesítése) gyakran Vespernek nevezik; nem ismert, hogy Johnston miért választotta az elnevezést. Az 1879 telén megnyílt posta első vezetője Johnston volt, őt 1895-ben E. A. Carl váltotta. A szintén William Johnston és családja által amerikai duglászfenyőből épített templomot az Episzkopális Egyház az 1980-as évek végéig használta.

### Közutak
A Nehalem-völgy első postakocsi-útvonala az 1901-ben Vesper és Astoria között létesített 68 kilométer hosszú közút volt. Az utat többször is újjáépítették; az 1914-es helyreállítás 542 875 dolláros költségével a megye legdrágább útépítése volt. 1915. július 15-én Frank L. Parker és C. S. Brown a Portland és Vesper közötti 208 kilométeres versenytávot tizenhárom óra alatt tették meg.
A Nehalem folyón átívelő hidat 1914-ben adták át, majd három évvel később további kettő acélhíd megépítéséről döntöttek.

## Gazdaság
A térség gazdasága az erdészeten és a mezőgazdaságon alapul. Az 1920-as években H. A. Scullen méhészetet tartott fenn.

## Fordítás
- Ez a szócikk részben vagy egészben  a   Vesper, Oregon című angol Wikipédia-szócikk ezen változatának fordításán alapul.  Az eredeti cikk szerkesztőit annak laptörténete sorolja fel. Ez a jelzés csupán a megfogalmazás eredetét és a szerzői jogokat jelzi, nem szolgál a cikkben szereplő információk forrásmegjelöléseként.